# Rue Freta
La rue Freta (en polonais : Ulica Freta) est une voie de Varsovie.

## Situation et accès
Située dans l'arrondissement de Śródmieście (Centre-ville), elle débute rue Nowomiejska (à l'intersection avec les rues Mostowa et Długa) jusqu’à l'intersection des rues Zakroczym (pl), Franciszkańska (pl) et Kościelna (pl).

## Origine du nom
En latin médiéval, son nom signifiait un « désert boueux » (Fretha Novae Civitatis – jachère de la ville nouvelle). Selon une autre source, le nom dérive de la forme médiévale du terme allemand Freiheit (espace libre devant la porte, lieu d’une foire).

## Historique
Les rues Freta, Nowomiejska et Zakroczym (pl) étaient une section de la route qui longeait la Vistule vers le nord, faisant partie de l'ancienne route menant du vieux Varsovie à Zakroczym.
Le nom de la rue est mentionné pour la première fois en 1427 et elle est construite avec des cabanes en bois.
En 1564, les bâtiments étaient déjà compacts et comptaient au maximum deux étages. Il y avait principalement des échoppes, des brasseries, des ateliers et des ateliers de peinture, d'orfèvrerie, de drap et de tissage, ainsi que des bâtiments utilitaires et résidentiels. 
En 1603, les dominicains achètent un terrain pour y construire un monastère et une église. Dans un premier temps, ils construisirent une chapelle en bois et un modeste monastère. Entre 1606 et 1638, ils érigent l'église Saint-Hyacinthe. 
En novembre 1940, certains des bâtiments du côté impair de la rue faisaient partie du ghetto de Varsovie. 
En décembre 1941, toute la zone de la nouvelle ville est exclue du quartier fermé, et la frontière du ghetto est déplacée au milieu de la rue Bonifraterska (pl).
Pendant l'insurrection de Varsovie, la salle capitulaire de  l'église Saint-Hyacinthe abritait le quartier général du groupe « Nord ». Le monastère a été utilisé comme hôpital pour les insurgés. L'immeuble de Łyszkiewicz abritait le siège de l'Armia Ludowa de Varsovie. Après l'explosion de la bombe allemande, ils sont tous morts. Après l'occupation de la « rue Freta », les unités SS ont assassiné tous les insurgés blessés, et la plupart des bâtiments ont été détruits. 
Les bâtiments actuels de la rue datent des années 1950-1955

## Bâtiments remarquables et lieux de mémoire
- nos 8-10 : église Saint-Hyacinthe
- Immeuble Łyszkiewicz (pl)

## Sources
- (pl) Cet article est partiellement ou en totalité issu de l’article de Wikipédia en polonais intitulé « Ulica Freta w Warszawie » (voir la liste des auteurs).